# 少女同志，向敵人開槍吧
《少女同志，向敵人開槍吧》是日本作家逢坂冬馬所著的小說，2021年11月17日經早川書房出版。2022年書店大獎得獎作品。

## 外部連結
- 早川書房官方網站（日語）